# Mizuame

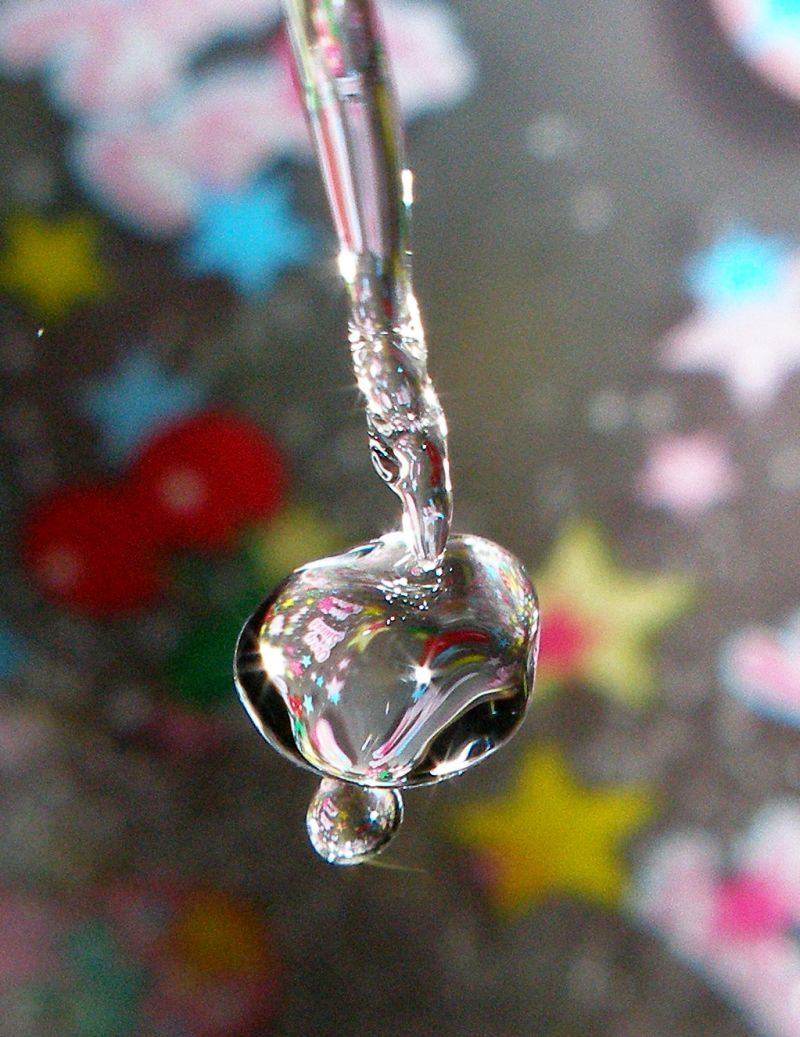
Mizuame

Mizuame (水飴, ‚Wassersüßigkeit‘) ist eine japanische Form des Glucosesirups.

## Eigenschaften
Der Sirup ist viskos, klebrig und farblos bis gelblich und besitzt einen süßen Geschmack. Mizuame wird aus Klebreis- oder Süßkartoffel-Stärke durch enzymatische (mit Hilfe einer Amylase) oder durch säurekatalysierte Spaltung erzeugt, ähnlich der Herstellung von Maissirup. Der Großteil der Produktionsmenge von Mizuame wird aus Süßkartoffelstärke erzeugt. Die traditionelle Methode verwendet Reisstärke und als Enzymquelle Malz, das dabei entstehende Produkt wird als mugi mizuame (麦水飴 ‚Getreide Mizuame‘) bezeichnet. Mugi Mizuame wird als leicht gelblich und aromatischer als andere Sorten Mizuame beschrieben. Bei der Herstellung aus Süßkartoffeln erfolgt die Hydrolyse der Stärke zu Glucose durch Zugabe von Salz-, Schwefel- oder Salpetersäure, anschließend wird neutralisiert.

## Verwendung
Mizuame wird analog zu Honig verwendet, zum Kochen, zur Herstellung von Konfitüre und bei der Herstellung von japanischen Süßwaren (Wagashi), bei denen es auch Hauptzutat sein kann.  Mizuame wird insbesondere verwendet, wenn ein Glanz auf den Süßwaren erzeugt werden soll.